# Варенуха
Варену́ха — алкогольный или безалкогольный напиток, распространённый на Левобережной Украине с XVI века. Состоит из водки или самогона, мёда, яблок, груш, слив, вишен и пряностей.
Горилкой (водкой) заливают различные травы, фрукты и мёд. После чего чугунок закрывают крышкой (или тестом — подобно крышке) и ставят в печь. Когда тесто пропекается, чугунок вынимают — и варенуха готова.
В разных областях Украины рецепт может иметь вариации.
Варенуха, а точнее, её вариант с шафраном, упоминается в произведении Н. В. Гоголя «Вечера на хуторе близ Диканьки».
Один из персонажей романа Михаила Булгакова «Мастер и Маргарита» — Иван Савельевич Варенуха. Фамилия недалёкого администратора театра Варьете связана с его простотой и желанием быть навеселе. В романе он временно (не по своей воле) становится вампиром и присоединяется к свите Воланда.
Горячие алкогольные напитки, подобные варенухе (то есть из водки, горилки или самогона с добавлением мёда и пряностей), есть и у других славянских народов, в том числе крамбамбуль, душепарка.

## В литературе
Из «Пана Халявского» Г. Ф. Квитка-Основьяненко:
"…По очищении блюд подносится «на потуху» «вареная»… Вот опять не вытерплю, чтобы не сказать: где найдете у нас этот напиток? Никто и составить его не умеет. А что за напиток! Так я вам скажу: «вещь!» — что в рот, то спасибо! Сладко так, что губ не разведешь: так и слипаются; вкусно так, что самый нектар не стоит против него ничего; благоуханно так, что я в бытность мою в Петербурге ни в одном «козмаитическом» магазине не находил подобных духов. Дёшево и ничего не стоит, потому что весь материал домашний: водка, ягоды разные и несколько ароматных произведений: перец, корица, лавровый лист. Подите же вы!…"